# Irena Lipska-Zworska
Irena Lipska-Zworska (ur. 25 sierpnia 1931 w Ostrowie Lubelskim) – polska artystka plastyczka specjalizująca się w ceramice artystycznej. Profesor zwyczajny, wykładowca na Akademii Sztuk Pięknych im. Eugeniusza Gepperta we Wrocławiu.

## Życiorys
Pochodzi z rodziny rzemieślniczej, absolwentka lubelskiego liceum urszulanek, w latach 1950–1953 studiowała polonistykę we Wrocławiu. Studia artystyczne odbyła we wrocławskiej Wyższej Szkole Sztuk Plastycznych (obecnie Akademia Sztuk Pięknych im. Eugeniusza Gepperta), pod kierunkiem Julii Kotarbińskiej – dyplom (z wyróżnieniem) z zakresu ceramiki przemysłowej i artystycznej uzyskała w 1959. Od 1958 do 2001 pracownica dydaktyczna tej uczelni (1987–1990 kierownik Katedry Ceramiki, 1990–1993 dziekan Wydziału Ceramiki i Szkła). W 1992 uzyskała tytuł naukowy profesora sztuk plastycznych, a rok później stanowisko profesora zwyczajnego uczelni.
Członkini grupy ceramicznej „Nie tylko my”. Jej prace z lat 60. XX w. nawiązywały w swej formie do estetyki J. Kotarbińskiej, potem (lata 70.) tworzyła ażurowe kompozycje w szamocie rzeźbiarskim, a jeszcze później skierowała się ku ręcznie formowanej porcelanie, z której wytwarzała nieregularne, postrzępione struktury.
Zamężna z Pawłem Zworskim, córkami zaś artystki: Agata Zworska-Story i Barbara Zworska-Raziuk.

## Nagrody i odznaczenia
- 1962 – Wyróżnienie, Międzynarodowa Wystawa Ceramiki AIC, Praga
- 1962 – III Nagroda, 3. Ogólnopolska Wystawa Ceramiki i Szkła, Wrocław
- 1970 – Medal, Międzynarodowa Wystawa Ceramiki Tworzywo ceramiczne w sztuce współczesnej, Sopot
- 1970 – Złoty Medal, Międzynarodowy Konkurs Ceramiki Artystycznej, Faenza
- 1974 – Srebrny Krzyż Zasługi
- 1979 – Wyróżnienie, Międzynarodowa Wystawa Ceramiki Tworzywo ceramiczne w sztuce współczesnej, Sopot
- 1979 – Grand Prix na I Biennale Ceramiki Polskiej, Wałbrzych
- 1980 – Złoty Krzyż Zasługi
- 1981 – II Nagroda, 2. Biennale Ceramiki Polskiej, Wałbrzych
- 1983 – I Nagroda, 3. Biennale Ceramiki Polskiej, Wałbrzych
- 1986 – Wyróżnienie, Quadriennale Sztuki Państw Socjalistycznych, Erfurt
- 1988 – Krzyż Kawalerski Orderu Odrodzenia Polski
- 2013 – Złoty Medal „Zasłużony Kulturze Gloria Artis”

## Wystawy indywidualne
- „Moje światy”, BWA Bielsko-Biała (2002)
- „Trzy postawy – dwa pokolenia”, Galeria „Design”, BWA Wrocław (2002)
- wystawa monograficzna, Muzeum Narodowe we Wrocławiu (2003)